# Ратновская
Ратновская — деревня в Харовском районе Вологодской области.
Входит в состав Разинского сельского поселения (с 1 января 2006 года по 8 апреля 2009 года входила в Шевницкое сельское поселение), с точки зрения административно-территориального деления — в Шевницкий сельсовет.
Расстояние до районного центра Харовска по автодороге — 39 км, до центра муниципального образования Горы по прямой — 14 км. Ближайшие населённые пункты — Лукинская, Максимовская, Крюково, Никулинское, Дорогушиха, Савковская, Подошариха, Угольская, Слободка.
По переписи 2002 года население — 42 человека (20 мужчин, 22 женщины). Преобладающая национальность — русские (98 %).